# IllumiNations
Pour les articles homonymes, voir Illumination.
IllumiNations est le premier d'une série de feux d'artifice donnés à partir de 1988 au parc Epcot de Walt Disney World Resort.

## La série de spectacles
Le premier IllumiNations a été donné sur le lagon d'EPCOT le 30 janvier 1988 en remplacement de Laserphonic Fantasy.
Devant le succès de ce spectacle, IllumiNations a été décliné en une version spéciale pour le nouvel an 1993 puis une version spéciale pour Noël, baptisée Holiday IllumiNations.
Le 21 septembre 1996, pour les 25 ans de Walt Disney World, une nouvelle version est élaborée : IllumiNations 25. Le 19 mai 1997 elle est révisée pour réintégrer de la musique classique, ce sera la "version B". Avec la fin de la célébration du 25e anniversaire, cette version B est à peine modifiée et renommée IllumiNations 98, présentée jusqu'au 21 septembre 1999. Elles seront toutes trois présentées en parallèle avec Holiday IllumiNations qui s'arrêta le 20 septembre 1998.
En 1999, le spectacle est à nouveau décliné dans une nouvelle version spéciale pour le nouveau millénaire : IllumiNations : Reflections of Earth qui débute le 22 septembre 1999.
En 2005, Siemens devient le partenaire du spectacle à la place de General Electric.
Le 1er juillet 2017, Siemens annonce l'arrêt de son partenariat avec Disney en octobre 2017 laissant les attractions Spaceship Earth et IllumiNations d'Epcot ainsi qu'Innoventions et It's a Small World de Disneyland sans sponsor.

## Le spectacle
Le principe de ce feu d'artifice est de commémorer la réunion des nations autour du lagon de World Showcase. La musique a été produite par Don Dorsey et reprend pour une large part celle du spectacle A New World Fantasy dont l'intégralité de l'acte III.
- Représentations : du 30 janvier 1988 au 20 septembre 1996
- Durée: 16 min
- Partenaire : General Electric (1988-2005), Siemens (2005-2017)
- Déclinaisons :
  - Nouvel An 1993
  - Holiday IllumiNations de 1994 à 1998
- Attractions précédentes :
  - Carnival de Lumiere 1982 à 1983
  - A New World Fantasy de 1983 au 8 juin 1984
  - Laserphonic Fantasy du 9 juin 1984 au 29 janvier 1988
- Attractions suivantes :
  - IllumiNations 25 et ses déclinaisons du 21 septembre 1996 au 21 septembre 1999
  - IllumiNations : Reflections of Earth à partir du 1er octobre 1999

### Description
Après un petit discours la musique débute.

#### Acte I
- 5e Symphonie, premier mouvement, de Ludwig van Beethoven
- "Flight of the Bumblebee" extrait de Les contes du Tsar Saltan de Nikolaï Rimski-Korsakov
- Zampa Overture premier thème de Louis Ferdinand Hérold
- Concerto Italien (BWV971), 3e mouvement du premier thème, de Jean-Sébastien Bach
- Guillaume Tell, second thème de l'ouverture, de Gioachino Rossini

#### Acte II: World Showcase
Cette section évoque chacun des pays entourant le World Showcase
- Shéhérazade (Maroc) de Nikolaï Rimski-Korsakov
- La Vie parisienne (France) de Jacques Offenbach
- Days of Emancipation (Chine)
- Rule, Britannia! (Royaume-Uni) de Thomas Augustine Arne
- Tales of the Vienna Woods (Allemagne) de Johann Strauss
- Sakura (Japon)
- España Cañi (Mexique) de Marquina
- French Canadian Jig Traditionnel (Canada)
- Funiculi, Funicula (Italie) de Luigi Denza
- Rhapsody in Blue (États-Unis) de George Gershwin

#### Acte III: Final
- Carnival Overture Opus 92, premier thème,  d'Antonín Dvořák
- "La Marche des Toreadors"' extrait de Carmen, Prelude à l'acte 1, de Georges Bizet
- Alla Hornpipe extrait de la Suite N° 2 en ré majeur de Water Music de Georg F. Handel
- Titan extrait de la Symphonie n° 1 en ré majeur de Gustav Mahler
- "Ode à la joie" extrait de la Symphonie n° 9 en ré mineur de Ludwig van Beethoven
- Prélude à l'Acte III extrait de Lohengrin de Richard Wagner
- L'Oiseau de feu Finale d'Igor Stravinsky
- "La grande porte de Kiev" extrait des Tableaux d'une exposition de Modeste Moussorgski
- "Promenade" extrait des Tableaux d'une exposition de Modeste Moussorgski
- L'année 1812, second thème, de Piotr Ilitch Tchaïkovski

À la fin du spectacle, la musique de "It's a Small World" et le thème de General Electric étaient diffusés pour laisser les spectateurs se disperser.

## Les déclinaisons

### Nouvel An 1993
En 1993, lors de la représentation du nouvel an, décalée pour atteindre la nouvelle année fut présentée. La chanson "We've Just Begun To Dream" fut jouée durant le décompte, suivie par une version de "Auld Lang Syne" puis à nouveau "We've Just Begun To Dream". 
Enfin une sélection d'extraits de Bernard et Bianca au pays des kangourous fut projetée sur la Fontaine des Nations, à l'entrée de World Showcase.

### Holiday IllumiNations
Ce spectacle était présenté lors de la période de Noël en lieu et place d'IllumiNations puis IllumiNations 25. Son principe est de commémorer les faites de Noël à travers le monde avec une partie américaine, européenne et une partie juive. L'extrait "Let There Be Peace on Earth" d'Illuminations est diffusé depuis 2005 après IllumiNations : Reflections of Earth durant la période de Noël.
- Représentations : de 1994 à 20 septembre 1998
- Durée: 12 min
- Narrateur : Walter Cronkite
- Parties Instrumentales : Czech Symphonic Orchestra
- Chorus : The Sarah Moore Singers
- Chant pour O Holy Night : Sandi Patty
- Chant pour Let There Be Peace on Earth : Boys Choir of Harlem
- Partenaire : General Electric

#### Description
Après la traditionnelle annonce, faite par Walter Cronkite, la musique commence.
- pot-pourri d'ouverture
  - "Hark! The Herald Angels Sing"
  - "O Come All Ye Faithful"
  - "Joy to the World"
  - "Deck the Halls With Boughs of Holly"
  - "Angels We Have Heard on High"
- pot-pourri de Casse-noisette de Piotr Ilitch Tchaïkovski
  - "Marches"
  - "Danse de la fée Dragée"
  - "Trepak - Danse russe"
- Douce nuit, sainte nuit (O Holy Night)
- Chanukah Suite (hommage à Hanoucca)
  - "S'Vivon"
  - "The Trees in the Field"
- Let There Be Peace on Earth

Un discours de rigueur pour l'époque de Noël fait suite à la musique puis, fait rare, des remerciements sont donnés. Les chanteurs et l'orchestre sont cités, et Walter Cronkite au nom du Walt Disney World souhaite un bon Noël.
Ensuite pour laisser les spectateurs se disperser, deux musiques sont diffusées :
- "Joy to the World"
- "What Child Is This?"